# 1678 en science
| Années de la science : 1675 - 1676 - 1677 - 1678 - 1679 - 1680 - 1681    |
| Décennies de la science : 1640 - 1650 - 1660 - 1670 - 1680 - 1690 - 1700 |

Cet article présente les faits marquants de l'année 1678 en science.

## Événements
- 30 novembre : l'hydrographe et éditeur de carte et de globes Joseph Moxon est le premier commerçant élu membre de la  Royal Society[1].

- Christiaan Huygens présente  à l'Académie des sciences de Paris la théorie ondulatoire qu'il publie dans son Traité de la Lumière en 1690[2].

## Publications
- 21 janvier 1677 du calendrier julien : on publie à Boston un petit ouvrage sur la variole ; c'est la première publication médicale dans ce qui deviendra les États-Unis[3].
- Edmund Halley publie le catalogue de 341 étoiles de l'hémisphère sud, la première étude systématique du ciel de cet hémisphère.
- Robert Hooke : Ut tensio, sic vis.  Il décrit la loi fondamentale dr l'élasticité, qui décrit la variation linéaire de tension avec l'extension.
- Johann von Löwenstern-Kunckel : Öffentliche Zuschrift von dem Phosphor Mirabil.
- Martin Lister : Historia Animalium Angliæ. Tres Tractatus , Traités sur les Araignées et les Coquillages qui se trouvent en Angleterre, premier livre dédié aux araignées.
- Augustin Lubin : Le Mercure géographique, il tente de fixer le vocabulaire scientifique de la géographie.

## Naissances

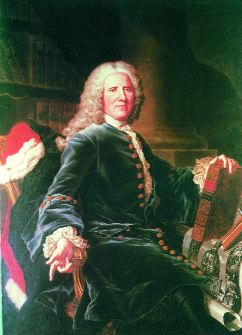
François Gigot de Lapeyronie, Atelier de Hyacinthe Rigaud, 1743.

- 2 janvier : Pierre Fauchard (mort en 1761), dentiste français, considéré comme le premier de l'odontologue moderne.
- 15 janvier : François Gigot de Lapeyronie (mort en 1747), chirurgien français, premier chirurgien et confident du roi Louis XV.
- 31 mars : Christian-Maximilien, comte de Spener (mort en 1714), médecin allemand.
- 14 avril : Abraham Darby I (mort en 1717), maître de forges et quaker britannique.
- 23 avril : Louis Bourguet (mort en 1742), géologue, naturaliste, mathématicien, philosophe et archéologue français.

- 12 juin : Johann Wilhelm Baier (mort en 1729), théologien luthérien, physicien et mathématicien allemand.
- 16 juillet : Jakob Hermann (mort en 1733), mathématicien suisse.
- 11 octobre : François Xavier Bon de Saint Hilaire (mort en 1761), naturaliste français.
- 27 octobre : Pierre Rémond de Montmort (mort en 1719), mathématicien français.
- 26 novembre : Jean-Jacques Dortous de Mairan (mort en 1771), mathématicien, astronome et géophysicien français.

## Décès
- Janvier : Jacques Buot, mathématicien, astronome et physicien français.
- 28 mars : Claude François Milliet Dechales (né en 1621), mathématicien français.
- 5 avril : Claude Hardy (né en 1604), linguiste, mathématicien et homme de loi français.
- 28 novembre : Willem Piso (né en 1611), médecin et naturaliste néerlandais.
- 25 décembre : John Newton (né en 1622), mathématicien et astronome anglais[4].